# 클레어 매킨토시
클레어 매킨토시(영어: Clare Mackintosh, 1966년 ~ )는 영국의 소설가이다. 경찰로 일하다가 소설가로 데뷔하였고, 데뷔작 《너를 놓아줄게》가 좋은 평가를 얻으면서 명성을 얻었다.

## 작가 소개
12년 동안 영국 경찰로 재직하면서 범죄수사과 형사와 공공질서를 담당하는 총경을 지냈다. 어릴 때부터 글쓰기를 좋아해 작가가 되기 전에도 손에서 펜을 놓은 적이 없다. 지역 뉴스레터와 잡지에 칼럼을 연재하다가 2011년 경찰을 그만두면서 전업 작가가 되었다. 코츠월드에 살면서 소설을 집필하는 한편 블로그에 담담하고 유머러스하게 일상을 전하며 많은 이에게 사랑받고 있다.
영국 언론으로부터 이보다 잘 짜인 이야기는 없었다는 찬사를 받을 만큼 탄탄한 구조가 매력적인 데뷔작 [너를 놓아줄게]는 하루아침에 만들어지지 않았다. 경관으로 재직하던 당시 옥스퍼드에서 실제로 일어난 미해결 사건을 모티프로, 무엇이 사람으로 하여금 범죄를 저지르고 숨기게 하는지를 강력 범죄의 피해자가 된 어린아이와 그의 부모 그리고 어딘가에 있을 살인자의 시선으로 보여준다. 내면이 얽히고설킨 인물을 내세워 인간 본성의 어둡고 불편한 면을 드러내는 한편 때때로 잔인하고도 흥미로운 사건을 곳곳에 던져놓아 독자가 계속해서 책장을 넘기도록 부추긴다. 한시도 긴장감을 늦출 수 없는 전개와 누구도 예상할 수 없는 전환을 작가만의 필치로 영리하게 그려냈다.

## 저작
| 연도 | 제목           | 원제         | 비고 |
| ---- | -------------- | ------------ | ---- |
| 2014 | 너를 놓아줄게  | I Let You Go |      |
| 2016 | 나는 너를 본다 | I See You    |      |
| 2018 | 나를 지워줄게  | Let Me Lie   |      |